# Ceremoniał morski

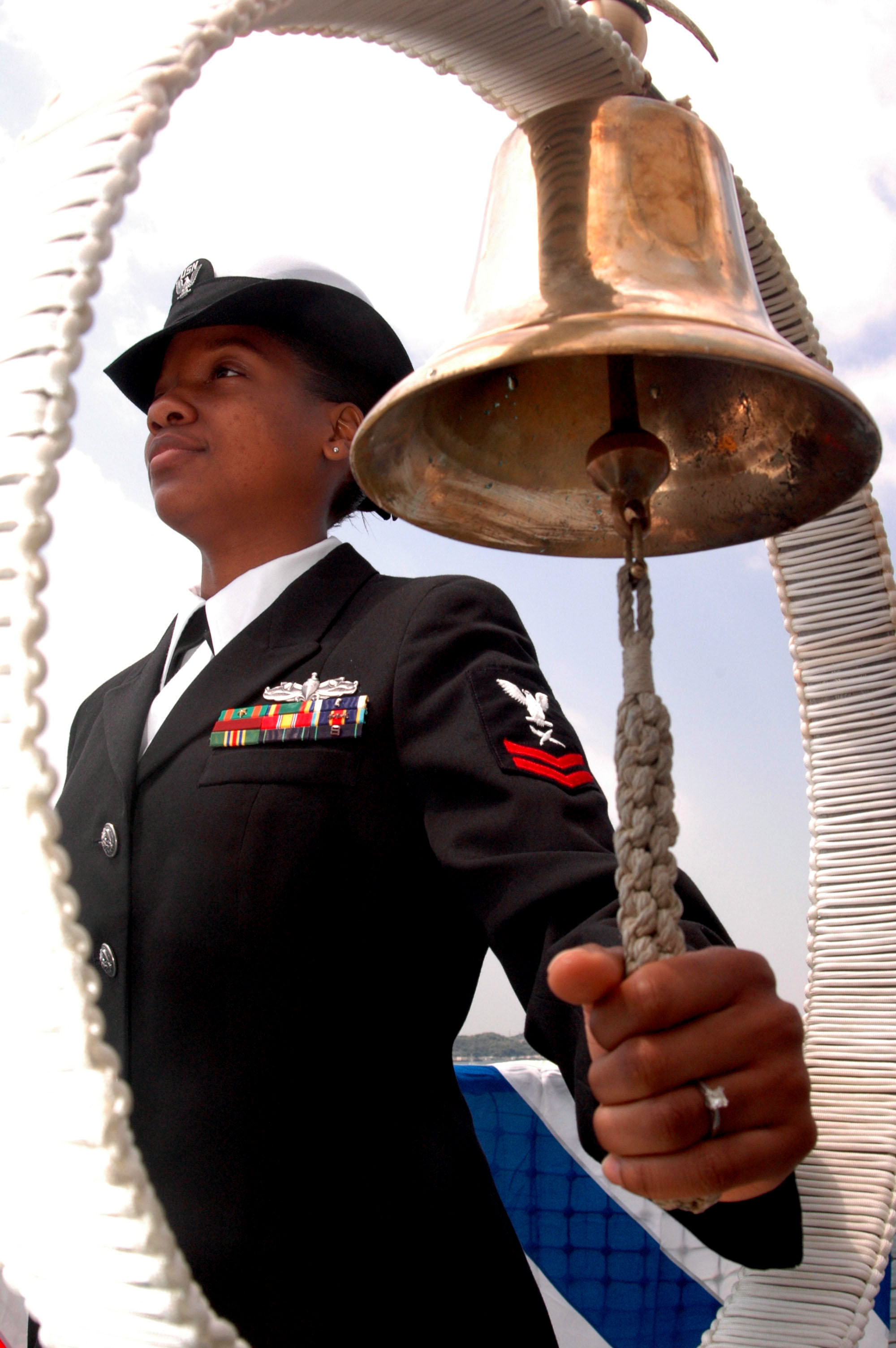
Do ceremoniału morskiego należy m.in. wykorzystanie dzwonu okrętowego. Tutaj, dzwon na amerykańskim krążowniku USS Chancellorsville

Ceremoniał morski – zbiór tradycyjnych zwyczajów i zasad postępowania związanych z żeglugą, zarówno zwyczajowych jak i ujętych w regulaminy lub inne przepisy  (np. świst trapowy, gala flagowa, podniesienie bandery, chrzest statku, itp.).